# Fanshi
Fanshi (en chino:繁峙县, pinyin:Fánshì xiàn) es un condado bajo la administración directa de la ciudad-prefectura de Xinzhou. Se ubica al  norte de la provincia de Shanxi, este de la República Popular China. Su área es de 2369 km² y su población total para 2010 fue de +200 mil habitantes.

## Administración
El condado de Fanshi se divide en 13 pueblos que se administran en 3 poblados y 510 villas.